# Dajakblomsterpickare
Dajakblomsterpickare (Dicaeum dayakorum) är en nyligen beskriven fågelart i familjen blomsterpickare inom ordningen tättingar.

## Utbredning och systematik
Fågeln förekommer endast på Borneo i Sydostasien. Den beskrevs först 2019 som ny art för vetenskapen.

## Status
Enligt internationella naturvårdsunionen IUCN saknas tillräckliga data för att korrekt bedöma dess hotstatus.